# Spoorlijn Wolgast - Heringsdorf
De spoorlijn Wolgast - Heringsdorf is een Duitse spoorlijn gelegen in de deelstaat Mecklenburg-Voor-Pommeren als spoorlijn 6773 onder beheer van Usedomer Bäderbahn.

## Geschiedenis
Na de in 1863 geopende spoorlijn tussen Züssow en Wolgast opende de Berlin-Stettiner Eisenbahn-Gesellschaft (BSE) op 15 mei 1876 de spoorlijn van Ducherow naar Swinemünde over het zuiden van het eiland Usedom. Drie jaar later werd de Berlin-Stettiner Eisenbahn-Gesellschaft (BSE) genationaliseerd en overgenomen door de Preußischen Staatseisenbahnen. In 1894 werd de verbinding tussen Swindemünde en Seebad Heringsdorf geopend. In 1911 werd de spoorlijn vanuit Heringsdorf verlengd naar het veer over de Peenestrom bij Wolgast. Er was geen doorgaande spoorverbinding over de Peenestrom, zodat reizigers met het veer en later lopend over de brug naar de aansluitende trein aan de overzijde moesten. In 2000 kwam een nieuwe brug gereed waar nu ook de trein overheen rijdt.
Het traject tussen Wolgast en Seebad Heringsdorf is thans enkelsporig. Over de spoorlijn wordt een treindienst tussen Stralsund en de Poolse stad Świnoujście gereden door de Usedomer Bäderbahn (UBB).

## Treindiensten

### Usedomer Bäderbahn
De Usedomer Bäderbahn (UBB) verzorgt het personenvervoer op dit traject met RB treinen. De Usedomer Bäderbahn gebruikt hiervoor treinen van het type GTW.

## Aansluitingen
In de volgende plaatsen is of was er een aansluiting van de volgende spoorlijnen:

### Wolgast Hafen
- Züssow - Wolgast, spoorlijn tussen Züssow en Wolgast
- Wolgast Hafen - Kröslin, spoorlijn tussen Wolgast Hafen en Kröslin

### Zinnowitz
- Zinnowitz - Peenemünde, spoorlijn tussen Zinnowitz en Peenemünde

### Seebad Heringsdorf
- Ducherow - Heringsdorf, lijn van Heringsdorf naar Swinoujscie.